# Nazionale maschile di roller derby della Finlandia
La nazionale di roller derby maschile della Finlandia è la selezione maggiore maschile di roller derby, il cui nickname è Team Finland, che rappresenta la Finlandia nelle varie competizioni ufficiali o amichevoli riservate a squadre nazionali. Si è classificata nona nel campionato mondiale di roller derby maschile 2014.

## Risultati
Legenda: Grassetto: Risultato migliore, Corsivo: Mancate partecipazioni

## Dettaglio stagioni

### Amichevoli
| Stagione | Vin | Par | Per | Tot | PF  | PS  | avversaria |
| -------- | --- | --- | --- | --- | --- | --- | ---------- |
| 2014     | 1   | 0   | 0   | 1   | 270 | 160 | Svezia     |
| 2015     | 0   | 0   | 1   | 1   | 223 | 241 | Finlandia  |
|          |     |     |     |     |     |     |            |
| Totale   | 1   | 0   | 1   | 2   | 493 | 401 |            |

### Tornei

#### Mondiali
| Stagione | regular season | regular season | regular season | regular season | regular season | regular season | playoff | playoff | playoff | playoff | playoff | playoff   | playoff    |
|          | Vin            | Par            | Per            | Tot            | PF             | PS             | Vin     | Per     | Tot     | PF      | PS      | risultato | avversaria |
| -------- | -------------- | -------------- | -------------- | -------------- | -------------- | -------------- | ------- | ------- | ------- | ------- | ------- | --------- | ---------- |
| 2014     | 0              | 0              | 2              | 2              | 35             | 421            | 3       | 0       | 3       | 851     | 383     | Nona      | Irlanda    |
| 2016     |                |                |                |                |                |                |         |         |         |         |         |           |            |
|          |                |                |                |                |                |                |         |         |         |         |         |           |            |
| Totale   | 0              | 0              | 2              | 2              | 35             | 421            | 3       | 0       | 3       | 851     | 383     |           |            |

#### Triple Header
| Stagione | regular season | regular season | regular season | regular season | regular season | regular season | playoff | playoff | playoff | playoff | playoff | playoff   | playoff    |
|          | Vin            | Par            | Per            | Tot            | PF             | PS             | Vin     | Per     | Tot     | PF      | PS      | risultato | avversaria |
| -------- | -------------- | -------------- | -------------- | -------------- | -------------- | -------------- | ------- | ------- | ------- | ------- | ------- | --------- | ---------- |
| 2016     | 2              | 0              | 0              | 2              | 398            | 203            |         |         |         |         |         | Campioni  | Belgio     |
|          |                |                |                |                |                |                |         |         |         |         |         |           |            |
| Totale   | 2              | 0              | 0              | 2              | 398            | 203            |         |         |         |         |         |           |            |

### Riepilogo bout disputati
| Anno | Luogo      | Evento        | Fase del torneo           | Incontro                          | Risultato |
| 2014 | Helsinki   | Amichevole    |                           | Finlandia - Svezia                | 270 - 160 |
| 2014 | Birmingham | Mondiale      | Fase a gironi             | Finlandia - Stati Uniti           | 0 - 314   |
| 2014 | Birmingham | Mondiale      | Fase a gironi             | Galles - Finlandia                | 107 - 35  |
| 2014 | Birmingham | Mondiale      | Primo turno consolazione  | Finlandia - Svezia                | 316 - 135 |
| 2014 | Birmingham | Mondiale      | Semifinale 9º - 14º posto | Finlandia - Paesi Bassi           | 303 - 85  |
| 2014 | Birmingham | Mondiale      | Finale 9º - 10º posto     | Finlandia - Irlanda               | 232 - 163 |
| 2015 | Belfast    | Amichevole    |                           | Irlanda - Finlandia               | 241 - 223 |
| 2016 |            | Amichevole    |                           | Finlandia - Turku+Helsinki+Kallio |           |
| 2016 |            | Amichevole    |                           | Finlandia - Turku+Helsinki+Kallio |           |
| 2016 | Quaregnon  | Triple Header |                           | Paesi Bassi - Finlandia           | 71 - 197  |
| 2016 | Quaregnon  | Triple Header |                           | Belgio - Finlandia                | 126 - 201 |

## Confronti con le altre Nazionali
Questi sono i saldi della Finlandia nei confronti delle Nazionali incontrate.

### Saldo positivo
| Nazionale   | Giocate | Vinte | Pareggiate | Perse | PF  | PS  | Ultima vittoria | Ultimo pari | Ultima sconfitta |
| ----------- | ------- | ----- | ---------- | ----- | --- | --- | --------------- | ----------- | ---------------- |
| Paesi Bassi | 1       | 1     | 0          | 0     | 500 | 156 | 2016            | -           | -                |
| Svezia      | 2       | 2     | 0          | 0     | 586 | 295 | 2014            | -           | -                |
| Belgio      | 1       | 1     | 0          | 0     | 201 | 126 | 2016            | -           | -                |

### Saldo in pareggio
| Nazionale | Giocate | Vinte | Pareggiate | Perse | PF  | PS  | Ultima vittoria | Ultimo pari | Ultima sconfitta |
| --------- | ------- | ----- | ---------- | ----- | --- | --- | --------------- | ----------- | ---------------- |
| Irlanda   | 2       | 1     | 0          | 1     | 355 | 404 | 2014            | -           | 2015             |

### Saldo negativo
| Nazionale   | Giocate | Vinte | Pareggiate | Perse | PF | PS  | Ultima vittoria | Ultimo pari | Ultima sconfitta |
| ----------- | ------- | ----- | ---------- | ----- | -- | --- | --------------- | ----------- | ---------------- |
| Galles      | 1       | 0     | 0          | 1     | 35 | 107 | -               | -           | 2014             |
| Stati Uniti | 1       | 0     | 0          | 1     | 0  | 314 | -               | -           | 2014             |